# Stopwoord (taalkunde)
Een stopwoord is een uitdrukking die een spreker regelmatig gebruikt zonder er veel betekenis in te leggen. Dit kan zowel een woord als woordgroep zijn. In het Nederlands gaat het in de meeste gevallen om bijwoorden of tussenwerpsels. 
Stopwoorden zijn doorgaans overbodige toevoegingen, meestal in de spreektaal, maar soms ook in geschreven teksten, die inhoudelijk niets toevoegen. Vaak is er sprake van een ingesleten gewoonte, waarvan de spreker zich meestal niet of nauwelijks bewust is. 
Het gebruik van stopwoorden kan verschillende functies vervullen, met name het kracht bijzetten van de eigen woorden, het opvullen van pauzes die de tijd geven om na te denken of het bieden van houvast voor de spreker. In het algemeen vormt een stopwoord de gelegenheid om de betekenisdichtheid van een taaluiting te verlagen. Net als bij het synoniem stoplap, duidt het "stoppen" hier niet op "ophouden", maar op "opvullen". 

## Voorbeelden
Enkele voorbeelden van stopwoorden zijn:
- dus als van een gevolgtrekking juist helemaal geen sprake is
- zeg maar / zal ik maar zeggen / als het ware / bij wijze van spreken
- gewoon
- inderdaad
- absoluut
- eigenlijk
- echt
- even / wil ik even zeggen
- oké
- allee
- ergens
- natuurlijk / uiteraard
- op zich
- kijk
- eerlijk gezegd
- de zinsafsluiting of zo, die aan de betekenis niets toevoegt maar deze wel vervaagt, zodat de spreker zijn eigen uiting op losse schroeven zet
- nou ja, vooral gebruikt om verder te gaan met een onderbroken verhaal en om de aandacht weer op zich te vestigen
- you know in het Engels van vooral niet-moedertaalsprekers, die aldus de gelegenheid krijgen hun aarzeling of hun zoeken naar het juiste woord te maskeren

Soms wordt ook een langgerekt eh tot de stopwoorden gerekend, al gaat het in dit geval niet om een woord maar om een klank.

## Wetenswaardigheden
In databases en zoekmachines worden stopwoorden vaak niet geïndexeerd. Onder stopwoorden verstaat men dan veelgebruikte woorden zonder op zichzelf staande betekenis, zoals lidwoorden en bijwoorden.
Voor tolken en vertalers zijn stopwoorden een uitdaging, omdat ze doorgaans niet letterlijk vertaald kunnen worden. Meestal worden ze in een vertaling dan ook weggelaten of vervangen door een stopwoord dat vaak wordt gebruikt in de doeltaal.